# 73 هـ
73 هـ هي سنة في التقويم الهجري امتدت مقابلةً في التقويم الميلادي بين سنتي 692 و693.

## وفيات
- القاسم بن سعر أمير عمان في عهد الخليفة عبد الملك بن مروان الأموي.
- أبو فديك
- سلم بن زياد
- صفية بنت أبي عبيد
- عبد الله بن صفوان
- عبد الله بن مطيع
- عبيد بن عمير الليثي
- نجدة بن عامر الحنفي
- أسماء بنت أبي بكر
- عبد الله بن عمر بن الخطاب
- مقتل عبد الله بن الزبير في مكة على يد الحجاج بن يوسف الثقفي.
- مالك بن مسمع